# Phytoliriomyza dimidiatipennis
Phytoliriomyza dimidiatipennis är en tvåvingeart som beskrevs av Garg 1971. Phytoliriomyza dimidiatipennis ingår i släktet Phytoliriomyza och familjen minerarflugor. Inga underarter finns listade i Catalogue of Life.